# Näshult
Näshult is een plaats in de gemeente Vetlanda in het landschap Småland en de provincie Jönköpings län in Zweden. De plaats heeft 78 inwoners (2005) en een oppervlakte van 19 hectare.